# بخش ادهم سینگ‌نگر
بخش ادهم سینگ‌نگر (به انگلیسی: Udham Singh Nagar district) یک بخش در هند است که در اوتاراکند واقع شده‌است. بخش ادهم سینگ‌نگر ۲٬۹۰۸ کیلومتر مربع مساحت و ۱٬۲۳۵٬۶۱۴ نفر جمعیت دارد.